# Studium Biblicum Franciscanum
Studium Biblicum Franciscanum (SBF, pol. Franciszkańskie Studium Biblijne) – Wydział Nauk Biblijnych i Archeologii Papieskiego Ateneum Antonianum w Rzymie, który ma swoją siedzibę w Jerozolimie przy Via Dolorosa.

## Historia
Studium rozpoczęło swoją oficjalną działalność w 1924 roku. Siedzibą tego międzynarodowego ośrodka naukowego jest klasztor Ubiczowania przy ulicy Via Dolorosa na starym mieście w Jerozolimie. Uczelnia prowadzi prace w zakresie badań egzegetycznych, lingwistycznych i archeologicznych na terenie Izraela, Autonomii Palestyńskiej i w Jordanii. 
Posiada cenne zbiory przede wszystkim numizmatyczne i ceramiki z terenów Bliskiego Wschodu, eksponowane w istniejącym od 1902 roku muzeum. Relacje z wykopalisk publikowane są co roku w czasopiśmie SBF Liber Annuus oraz w seriach wydawniczych SBF Collectio Maior i  SBF Collectio Minor; opracowania biblijne i patrystyczne ukazują się w serii Analecta, a kolekcje muzealne przedstawia się w serii Museum. Jako ośrodek dydaktyczny Studium nadaje stopnie akademickie licencjatu i doktoratu w dziedzinie nauk biblijnych i archeologii. Studium dysponuje specjalistyczną biblioteką, która zawiera ok. 50 000 książek i 390 czasopism. Większość projektów badawczych sponsorowana jest przez franciszkańską Kustodię Ziemi Świętej.
Z uczelnią związani byli: Gabriele Allegra, Bellarmino Bagatti, Donato Baldi, Virgilio Corbo, Angelo Lancellotti, Paulin Lemaire, Gaudentius Orfali, Sylvester Saller, Augustus Spijkerman, Maurus Witzel, Emanuele Testa, Lino Cignelli, Michele Piccirillo, Alviero Niccacci oraz Frédéric Manns.
Archeolodzy związani ze Studium prowadzili prace wykopaliskowe w następujących miejscach w Ziemi Świętej: Jerozolima (Syjon, Getsemani, Grób Matki Bożej, Dolina Cedronu, Bazylika Bożego Grobu), Betlejem (Bazylika Narodzenia Pańskiego, Grota Mleczna, Pole Pasterzy), En Kerem (Sanktuarium Nawiedzenia św. Elżbiety, Kościół św. Jana Chrzciciela, Pustynia św. Jana), Emaus El-Qubeibeh, Góra Tabor, Et-Tabgha, Kafarnaum, Góra Błogosławieństw, Magdala, Nazaret, Kana Galilejska, Herodium oraz na licznych stanowiskach w Jordanii (m.in. Madaba, Macheront, Umm ar-Rasas, Góra Nebo).

## Grono wykładowców
Obecnie pracownikami naukowymi uczelni są:
- Eugenio Alliata (archeologia chrześcijańska)
- Piotr Blajer (egzegeza biblijna Nowego Testamentu)
- Alessandro Cavicchia (egzegeza biblijna Nowego Testamentu)
- Alessandro Coniglio (egzegeza biblijna Starego Testamentu)
- Gregor Geiger (języki semickie)
- Najib Ibrahim (egzegeza biblijna Nowego Testamentu)
- Giovanni Loche (archeologia chrześcijańska)
- Massimo Luca (archeologia i geografia biblijna)
- Matteo Munari (egzegeza biblijna Nowego Testamentu)
- Massimo Pazzini (języki semickie)
- Rosario Pierri (język grecki, dziekan uczelni)
- Tomislav Vuk (języki semickie, historia i geografia biblijna)

## Emerytowani profesorowie
- Giovanni Bissoli (egzegeza biblina, język aramejski)
- Giovanni Claudio Bottini (egzegeza biblijna Nowego Testamentu)
- Marcello Alfio Buscemi (egzegeza biblijna Nowego Testamentu)
- Stanislao Loffreda (archeologia chrześcijańska)